# Butson Ridge
Butson Ridge är en bergstopp i Antarktis. Den ligger i Västantarktis. Argentina, Chile och Storbritannien gör anspråk på området. Toppen på Butson Ridge är 1 305 meter över havet.
Terrängen runt Butson Ridge är kuperad västerut, men österut är den bergig. Trakten är glest befolkad. Närmaste befolkade plats är San Martín Station, 12,7 kilometer väster om Butson Ridge. 